# فال‌بورخ
فال‌بورخ (به هلندی: Valburg) یک منطقهٔ مسکونی در هلند است که در افربیتووه واقع شده‌است. فال‌بورخ ۱٬۸۱۰ نفر جمعیت دارد.

## نگارخانه

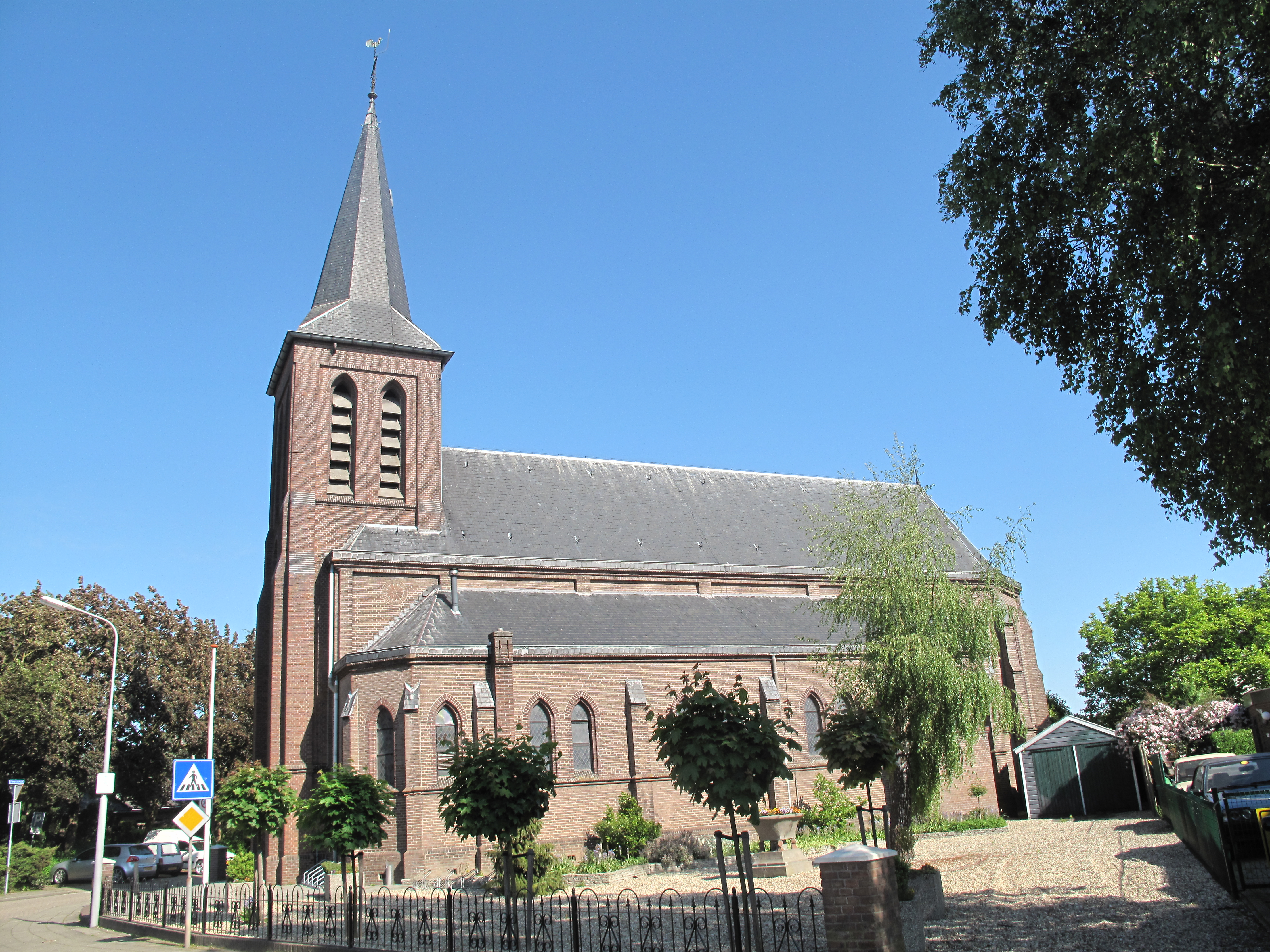
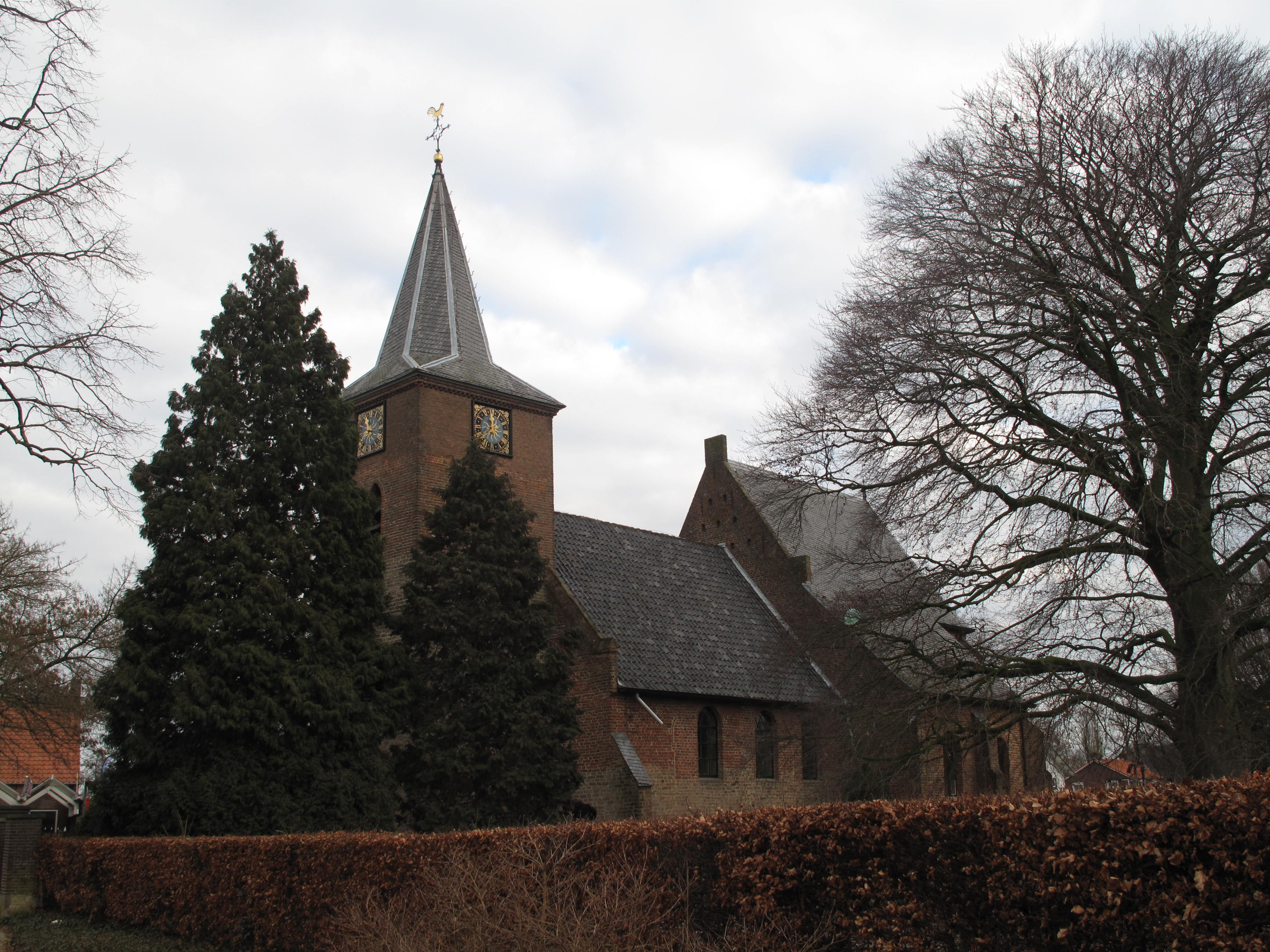
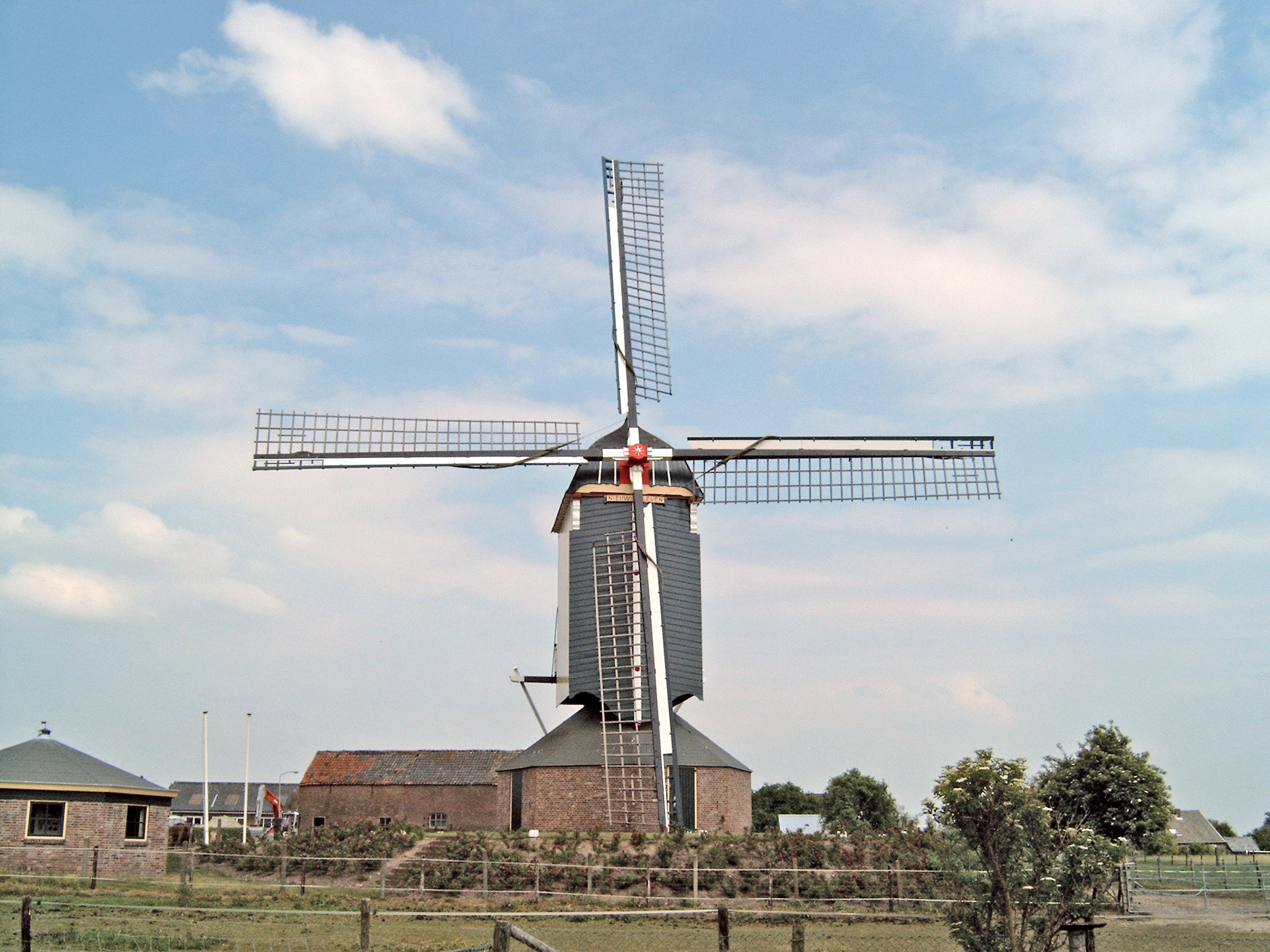